# Парк природе Палић
Парк природе Палић је заштићено подручје III категорије, које се налази на северу Србије, недалеко од границе са Републиком Мађарском, око 7 км југоисточно од Суботице, јужно од насеља Палић. Обухвата околину Палићког и Крвавог језера, укључујући Велики Парк и Зоолошки врт. Заштићено подручје је део подручја од међународног значаја за птице (IBA) и биљке (IPA), и део је EMERALD мреже подручја од међународног значаја за очување биолошке разноврсности.

## Основне природне и створене вредности
Парк природе се налази на источном европском миграционом путу птица и има важну улогу за одмарање, исхрану и зимовање водених птица. Забележено је присуство 210 врста птица, од којих се на овом подручју гнезди око 100 врста. „Птичја острва“, вештачка острва подигнута од исушеног муља приликом санације језера седамдесетих година 20. века, представљају једино гнездилиште црноглавог галеба (Larus melanocephalus) у Србији. 
Језеро и остаци влажних станишта уз обалу омогућују опстанак бројним заштићеним и строго заштићеним врстама водоземаца (Lissotriton vulgaris, Triturus cristatus, Bombina bombina, Bufo bufo, Pseudepidalea viridis, Hyla arborea), гмизаваца (Emys orbicularis, Lacerta agilis, Lacerta viridis, Podarcis tauricus, Podarcis muralis, Natrix natrix) и сисара, од којих су најзначајнији слепи мишеви (Nyctalus noctula, Pipistrellus nathusii, Myotis daubentoni, Pleocotus austriacus) и видра (Lutra lutra). Еколошки комплекс Палићког и Лудашког језера има кључну улогу у опстанку метапопулације видре на сливу Киреша. 
На заштићеном подручју је забележено 176 строго заштићених врста, од којих мали вранац (Microcarbo pygmaeus) и патка њорка (Aythia nyorca), спадају у групу најугроженијих животиња на Земљи.
Туристички комплекс, који обухвата северну и североисточну обалу језера, представља један од најбитнијих елемената туристичке понуде подручја. Зоолошки врт Палић, са преко 50 врста животиња, уређен је као арборетум и простире се на површини око 10 ха. Зеленило зоо врта садржи преко 270 врста дрвећа и жбуња и представља битан елемент биодиверзитета заштићеног подручја.
Због присуства старих храстова и врста мезофилних храстових шума пешчаре (Convallario-Quercetum robori), Велики парк, подигнут 1842. године, богат је врстама шумских станишта. Поред присуства 4 врсте слепих мишева, завележено је гнежђење 61 птичје врсте. Највреднији елементи локације су стабла храста лужњака (Quercus robur), стара преко 250 година, као остаци исконске вегетације.

## Историјат заштите
Након санације Палићког језера, Одлуком о одржавању и заштити туристичке зоне језера Палић и Лудаш, Скупштина општине Суботица је 1975. године Палић и Лудаш прогласила „друштвеним добрима од општег интереса“, при чему су утврђене забране у интересу заштите језера и јавних површина, укључујући и и забрану сече и уништавања трске и осталог воденог биља без одобрења овлашћене организације. 
Одлуком Скупштине општине Суботица из 1982. године, простор посебне природне вредности језера Палић и Лудаш проглашен је за Регионални парк „Палић-Лудаш“. Изргадњом аутопута, Регионални парк „Палић-Лудаш“ је 1991. године подељен на два дела, а простор западно од аутопута Е-75 добио назив Регионални парк „Палић“. 
Због промењених околности, указала се потреба за ревизијом заштите, па су 1996. године Одлуком Скупштине општине Суботица језеро и део туристичке зоне ставњени су под заштиту под називом Парк природе „Палић“ и споменици природе у њему – три значајна стабла у парку. 
Променом прописа и доношењем посебног закона којим се регулише област заштите природе, 2009. године су се створили услови за поновну ревизију заштите. Осим формалног усаглашавања са новим прописима, било је потребно и да се режими заштите прилагоде стварним потребама, како по питању заштите угрожених станишта, тако и по питању омогућавања спровођења активних мера заштите. Скуштина Града Суботице је у мају 2013. године донела Одлуку о проглашењу заштићеног подручја Парк природе „Палић“ Архивирано на веб-сајту  (25. мај 2018), којом је подручје заштићено у садашњем облику.